# 2007-08年全球糧食價格危機

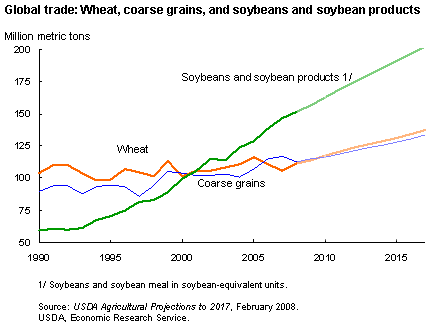
2008小麥、黃豆以及其他谷物的價格走勢

2007－08年全球糧食價格危機是指2007年至2008年期間全球糧食價格上升。因为粮食价格迅速上涨，从而引起了世界范围的恐慌。

## 概述
2008年3月，世界糧食計劃署執行幹事希蘭說，自2007年6月以來，穀物價格上漲近40%，全球食品儲備僅夠53天應急供應。4月，IMF總裁斯特勞斯卡恩更是嚴厲警告：食品價格急劇上漲將可能引發戰爭。
一些評論家認為，問題不在於糧食減產，而是一些大國因國內天災而限制出口糧食，一些小國因不能外購糧食而為自保所以也限制出口糧食，如此就形成惡性循還。
2007年12月20日，中華人民共和國政府宣佈取消糧食及其製粉出口退稅，2008年全年對小麥、玉米、稻穀、大米、大豆等原糧及其制粉共57種產品徵收5%-25%的出口暫定關稅。
為了儲備糧庫，一大批國家也進行了糧食政策調整，如摩洛哥把小麥進口關稅由130%降為2.5%。而一直鼓吹保護糧食市場、對農業進行高額補貼的歐盟，也暫停徵收大部分穀物進口關稅。3月27日，柬埔寨和埃及公佈大米出口禁令。全球第二及第三大稻米出口國越南、印度，也紛紛加價及減產。

## 成因
全球糧食並無減產。國際穀物理事會在3月發佈的報告顯示：預計2007/08年度全球穀物產量為16.62億噸，增長了5.7%。
糧食增產而價格不降反漲，原因當然就是需求及消費增長得更快。十分明顯的原因就是糧食的能源化。由於化石燃料價格的不斷上漲，生物燃料成了一個可觀的解決辦法，導致農作物不是用來填飽肚子，而是用來注滿汽車油箱。資料顯示，注滿一輛車油箱所需乙醇所耗掉的糧食，可供養一個人一年之久。2007年12月，美國參議院以壓倒性多數通過了一項里程碑式的新能源法案，將發展生物燃料等替代能源作為國策。
但真正令人擔憂的不是汽車與人爭食，全球暖化才是對食為天的問題。聯合國氣候科學家說，由於全球暖化，水災和旱災發生的週期在不斷地縮短，將導致更大的糧食危機。一項最新研究結果，當溫度上升到30攝氏度以上時，稻米產量就會下降。然而这些事件并未真实发生。

## 受嚴重影響國家或地區
2008年5月，聯合國糧農組織對外發表 6月份羅馬高峰會所準備提交的報告，內容列出非洲的厄利垂亞、尼日尔、葛摩、賴比瑞亞共18 個國家，亞洲的朝鲜、柬埔寨和塔吉克斯坦，美洲的海地，共22國為嚴重受糧食危機影響的國家。

## 參看
- 全球暖化
- 化石燃料
- 生物質能
- 生質燃料